# Julius Jr
Vous pouvez aider à l'améliorer ou bien discuter des problèmes sur sa page de discussion.
- Il ne cite pas suffisamment ses sources. Vous pouvez indiquer les passages à sourcer avec {{référence nécessaire}} ou {{Référence souhaitée}}, et inclure les références utiles en les liant aux notes de bas de page. (Marqué depuis juin 2022)
- Il ne s’appuie pas, ou pas assez, sur des sources secondaires ou tertiaires. (Marqué depuis novembre 2021)
- Son texte doit être wikifié : il ne correspond pas à la mise en forme Wikipédia (style, typographie, liens internes, liens entre les wikis, etc.). (Marqué depuis octobre 2022)

- Archive Wikiwix
- Bing
- Cairn
- DuckDuckGo
- E. Universalis
- Gallica
- Google
- G. Books
- G. News
- G. Scholar
- Persée
- Qwant
- (zh) Baidu
- (ru) Yandex
- (wd) trouver des œuvres sur Wikidata

Julius Jr (Julius Jr.) est une série télévisée d'animation américano-canadienne composée de 52 épisodes de 22 minutes ainsi que cinq films, créée par Paul Brown, et diffusée entre le 29 septembre 2013 et le 9 août 2015 sur Nick Junior aux États-Unis.
En France, la série est diffusée à partir du 16 juin 2014 sur Disney Junior, à partir du 14 février 2015 sur TF1, et à partir de l'été 2014  sur TiJi, et au Québec à partir du 10 septembre 2014 sur Yoopa,
Le 1er mai 2018, Saban Brands a vendu les droits de la série à Hasbro. La série était auparavant disponible sur Netflix mais a été supprimée du service de streaming depuis le 3 novembre 2020 et ajoutée à Crave le 10 août 2021
Julius Jr est un dessin animé pour enfants qui met en scène les petits personnages de la marque Paul Frank, produite par Saban Brands et animée par BrainPower Studio

## Synopsis
Julius vit dans une cabane en carton avec ses amis Chouquette, 'Tit Ours, Clancy et Ping. Toujours prêt à aider ses amis, ce petit singe facétieux ne cesse d'inventer des gadgets avec n'importe quel objet qu'il trouve autour de lui. La cabane a aussi cela de magique qu'elle abrite de nombreuses portes qui ouvrent sur des univers merveilleux dans lesquels la bande de copains aime partir à l'aventure.

## Personnages
- Julius Junior : petit singe inspiré du personnage Julius le singe de Paul Frank. Inventeur de génie, il adore jouer au super-héros et aider ses amis.
- Clancy : toute petite girafe mais véritable boute-en-train, toujours prêt à faire la fête.
- Tit'Ours : ourson un peu craintif, fan de bandes dessinées. Très intelligent, il est celui qui réfléchit le plus avant de partir à l'aventure.
- Chouquette : petit raton laveur qui adore concocter de délicieux gâteaux pour tous ses amis.
- Ping : petit panda, cousine de 'Tit Ours. C'est la petite dernière dont tout le monde prend soin.

Au cours de ses aventures, la bande de copains rencontre tout un tas de personnages différents tels que Loufok le coq, Shaka Brah, Bob le chien, Sidney le mille-pattes, Sylvia & Gloria les chenilles, Dez le dragon, Brieu l'enchanteur, le pirate Barbe aux diamants…

## Distribution
Voix originales
- Elizabeth Daily : Julius Jr.
- Athena Karkanis : Sheree
- Benjamin Israel : Worry Bear
- Julie Lemieux : Clancy
- Steph Lynn Robinson : Ping

Voix française
- Fanny Bloc : Julius Jr
- Charlyne Pestel : Chouquette
- Alexis Tomassian : Tit'Ours
- Catherine Desplaces : Clancy
- Karine Foviau : Ping

## Épisodes

### Saison 1 (2013-2014)
| no | Titre                                                  | Date de diffusion originale |
| -- | ------------------------------------------------------ | --------------------------- |
| 1  | Le trombone à papier / Le Rockyoïde 3000               | 29 septembre 2013           |
| 2  | Macaroni, le poney / Clancy, le géant                  | 6 octobre 2013              |
| 3  | Le chant du coq / Dez le Dragon                        | 13 octobre 2013             |
| 4  | Les banana-licieux / Pirates et super-héros            | 20 octobre 2013             |
| 5  | Le rhume de Clancy / Julius et son ombre               | 3 novembre 2013             |
| 6  | Joyeux Halloween / La vie en rose                      | 27 octobre 2013             |
| 7  | Les autocollants / Les patins à roulettes              | 17 novembre 2013            |
| 8  | Mo, le petit nuage / Le monde à l'envers               | 1er décembre 2013           |
| 9  | Les petits pois sauteurs / Julius joue au héros        | 15 décembre 2013            |
| 10 | L'étoile filante / Le pique-nique                      | 29 décembre 2013            |
| 11 | Joyeux anniversaire, 'Tit Ours / La saison des tulipes | 19 janvier 2014             |
| 12 | Le spectacle de jeunes talents / Jour de fête          | 2 février 2014              |
| 13 | Les Woozy Woozy / Le réacteur dorsal                   | 16 février 2014             |
| 14 | Les châteaux de sable / Dr Fluoraptor                  | 3 mai 2014                  |
| 15 | La fourmilière / Le concours de flocons                | 10 mai 2014                 |
| 16 | Salade de fruit / Les cerfs-volants                    | 17 mai 2014                 |
| 17 | Le piège du pirate / Les papillons arc-en-ciel         | 24 mai 2014                 |
| 18 | Ping et les photos / L'anniversaire de Nova            | 31 mai 2014                 |
| 19 | Shaka Brah dans la cabane / Coin-Coin, le petit canard | 7 juillet 2014              |
| 20 | Les lunettes rigolotes / La chasse au trésor           | 9 juillet 2014              |
| 21 | Le livre des records / La montgolfière artisanale      | 11 juillet 2014             |
| 22 | Un championnat sous la pluie / La musique rock         | 2 août 2014                 |
| 23 | Panne de moteur / La grande parade                     | 9 août 2014                 |
| 24 | Camping sur Mars / Super Chaussette                    | 16 août 2014                |
| 25 | Un solo pour Julius / Records du monde                 | 6 septembre 2014            |
| 26 | Une maison pour Chachi / Chachi, notre ami             | 13 septembre 2014           |

### Saison 2 (2014-2015)
| no | Titre                                                    | Date de diffusion originale |
| -- | -------------------------------------------------------- | --------------------------- |
| 27 | Princesse Divina / Le colis                              | 3 novembre 2014             |
| 28 | Le Grand Inventini / Soirée Ciné                         | 5 novembre 2014             |
| 29 | Trop de réparations / La confiture imaginaire            | 7 novembre 2014             |
| 30 | La canardite aigüe / Mal de gorge                        | 8 novembre 2014             |
| 31 | A l'assaut du drapeau pirate / Le pull à double encolure | 15 novembre 2014            |
| 32 | Sharky est malade / La combi de Chachi                   | 22 novembre 2014            |
| 33 | La journée du flocon / Le match de baseball              | 29 novembre 2014            |
| 34 | La récolte des citrouilles / Une nuit dans un igloo      | 13 novembre 2014            |
| 35 | L'aquaciel / Les preux chevaliers                        | 12 avril 2015               |
| 36 | La fleur / Betty la yéti                                 | 19 avril 2015               |
| 37 | Le gratouill’o’matic / La céréale volante                | 26 avril 2015               |
| 38 | Vive la lumière 1 / Vive la lumière 2                    | 3 mai 2015                  |
| 39 | Bonnie Cache-col / L'allergie                            | 10 mai 2015                 |
| 40 | La casquette / Le Dez Be-Bop                             | 17 mai 2015                 |
| 41 | Superbe appréciation / La Collection d'objets            | 24 mai 2015                 |
| 42 | Le match de basket / Les métamorphes                     | 31 mai 2015                 |
| 43 | Le ronchocéros / La pluie de météores                    | 7 juin 2015                 |
| 44 | Les fleurs en papier / Où est passé Julius ?             | 14 juin 2015                |
| 45 | Julius, pirate d'un jour / Le jardin martien             | 21 juin 2015                |
| 46 | Le cahier de dessins / Vive la magie                     | 28 juin 2015                |
| 47 | La compète de skate / Super pouvoir                      | 5 juillet 2015              |
| 48 | Julius, c'est le meilleur / Tit Ours, ce héros           | 12 juillet 2015             |
| 49 | La Julius-curiosius / Le vœu d'anniversaire              | 19 juillet 2015             |
| 50 | Un drôle de rêve / Le Festival des lucioles              | 26 juillet 2015             |
| 51 | Chouquette, agent secret / Minuscules                    | 2 août 2015                 |
| 52 | Le grand concert 1 / Le grand concert 2                  | 9 août 2015                 |

## Diffusion
- États-Unis : 29 septembre 2013
- Canada : 2 mai 2015
- France : 16 juin 2014, 14 février 2015
- Québec : 10 septembre 2014
- Albanie : 1 octobre 2020
- Royaume-Uni : 6 avril 2015